# Выборы в Архангельское областное собрание депутатов (2013)
Выборы в Архангельское областное Собрание депутатов шестого созыва состоялись в Архангельской области (включая Ненецкий автономный округ) в единый день голосования 8 сентября 2013 года. В тот же день в Архангельской области прошли выборы представительных органов власти (по смешанной избирательной системе) в 11 муниципальных образованиях, включая такие города, как Архангельск, Коряжма, Котлас, Мирный, Новодвинск и Северодвинск.
Выборы состоялись по смешанной избирательной системе: из 62 депутатов 31 был избран по партийным спискам (пропорциональная система), а ещё 31 — по одномандатным округам (мажоритарная система). Для попадания в Собрание депутатов по пропорциональной системе партиям было необходимо преодолеть 7 % барьер. Партии, набравшие на выборах от 5 % до 7 %, получают по 1 мандату. Срок полномочий Собрание депутатов шестого созыва — пять лет.
На 1 июля 2013 года в Архангельской области было зарегистрировано 968 086 избирателей.

## Подготовка
30 мая 2013 года Архангельское областное Собрание депутатов назначило выборы на 8 сентября. Выборы не могли быть назначены на другую дату, поскольку федеральным законодательством установлено: днем голосования является второе воскресенье сентября того года, в котором истекают сроки полномочий органов государственной власти субъектов РФ или депутатов. 

## Предвыборная кампания
Срок представления документов на регистрацию кандидатов в депутаты Архангельского областного Собрания депутатов шестого созыва закончился 24 июля 2013 года. К 1 августа избирком Архангельской области зарегистрировал 19 списков кандидатов, выдвинутых партиями. Всего в списках кандидатов 870 кандидатов. Не смогли преодолеть фильтр облизбиркома и были исключены из списков партий по различным причинам 53 человека. В списках семи партий баллотирующихся в Архангельское областное Собрание нет местных жителей: «Демократическая партия России», «Народная партия России», «Гражданская позиция», «Коммунистическая партия социальной справедливости», «Союз горожан», «Родная страна», «Социал-демократическая партия России». При этом, у всех этих партий — один финансовый уполномоченный. После огласки данной информации в СМИ, председатель Избирательной комиссии Архангельской области Александр Яшков, комментируя ситуацию с партиями—призраками предположил, что «кто-то пытается дискредитировать саму идею руководства страны и нашей политической системы, направленной на смягчение политического климата и демократизацию общества». После этого, в Центризбирком поступило обращение от представителя «Демократической партии России» с жалобой на якобы тенденциозную позицию председателя Избирательной комиссии Архангельской области, проявившуюся в «неодинаковым отношением к участникам избирательного процесса». Уже после регистрации партийных списков выяснилось, что жительница Курска, выдвинутая кандидатом в депутаты в региональной группе № 9 (Северный и Маймаксанский округа Архангельска) от «Коммунистической партии социальной справедливости», умерла ещё 19 февраля 2013 года в возрасте 76 лет. 3 сентября 2013 года заместитель губернатора Архангельской области по социальным вопросам и кандидат в депутаты Л. П. Кононова заявила на совещании в Устьянском районе, что если на выборах будут зафиксированы низкие результаты за «Единую Россию» (менее 55 %), то район в дальнейшем будет финансироваться по «остаточному принципу».
| 1. Аграрная партия России 2. Коммунисты России 3. КПРФ 4. Единая Россия 5. Патриоты России 6. ЛДПР 7. Народная партия России 8. Социал-демократическая партия России 9. Партия пенсионеров России 10. «РОДИНА» | 1. «ЯБЛОКО» 2. Гражданская Позиция 3. Демократическая партия России 4. Коммунистическая партия социальной справедливости 5. Родная Страна 6. Союз Горожан 7. «Зелёные» 8. Партия за справедливость! 9. Справедливая Россия |

## Итоги
Явка на выборах составила 25,09% (в 2009 году явка составила 37,95%). По сравнениями с выборами 2009 года результат у «Единой России» в процентах снизился с 51,85% до 40,66%, у «Справедливой России» — с 17,84% до 10,50%, у КПРФ — с 16,64% до 13%. У ЛДПР результат в процентах вырос с 10,00% до 12,24%. 

### Результаты выборов по спискам
| Партия                                                        | Общая часть списка                                       | Кандидатов в списке        | Дата регистрации           | Голоса  | % голосов | Мест в Собрании по списку |  |
| ------------------------------------------------------------- | -------------------------------------------------------- | -------------------------- | -------------------------- | ------- | --------- | ------------------------- |  |
| Единая Россия                                                 | Игорь Орлов — Алла Сумарокова — Яков Насонов             |                            |                            | 102 217 | 40.69%    | 18                        |  |
| КПРФ                                                          | Александр Новиков — Василий Гришин — Надежда Виноградова |                            |                            | 32 357  | 12.88%    | 5                         |  |
| ЛДПР                                                          | Владимир Жириновский                                     |                            |                            | 30 898  | 12.30%    | 4                         |  |
| Справедливая Россия                                           | Ольга Епифанова — Елена Драпеко — Михаил Завьялов        |                            |                            | 26 275  | 10.46%    | 3                         |  |
| Партии, не преодолевшие барьер 7%, но преодолевшие барьер 5%: |                                                          |                            |                            |         |           |                           |  |
| Родина                                                        | Владимир Петров — Александр Голубин — Василий Баданин    |                            |                            | 15534   | 6.18%     | 1                         |  |
| Партии, не преодолевшие барьер 5%:                            |                                                          |                            |                            |         |           |                           |  |
| Партия пенсионеров России                                     |                                                          |                            |                            | 5458    | 2.17%     | 0                         |  |
| Аграрная партия России                                        |                                                          |                            |                            | 5280    | 2.10%     | 0                         |  |
| Коммунисты России                                             |                                                          |                            |                            | 4089    | 1.63%     | 0                         |  |
| Яблоко                                                        |                                                          |                            |                            | 3846    | 1.53%     | 0                         |  |
| Патриоты России                                               |                                                          |                            |                            | 3345    | 1.33%     | 0                         |  |
| Коммунистическая партия социальной справедливости             |                                                          |                            |                            | 2851    | 1.13%     | 0                         |  |
| Зелёные                                                       |                                                          |                            |                            | 2782    | 1.11%     | 0                         |  |
| За справедливость                                             |                                                          |                            |                            | 1884    | 0.75%     | 0                         |  |
| Союз Горожан                                                  |                                                          |                            |                            | 942     | 0.37%     | 0                         |  |
| Гражданская Позиция                                           |                                                          |                            |                            | 549     | 0.22%     | 0                         |  |
| Народная партия России                                        |                                                          |                            |                            | 541     | 0.22%     | 0                         |  |
| Социал-демократическая партия России                          |                                                          |                            |                            | 470     | 0.19%     | 0                         |  |
| Родная Страна                                                 |                                                          |                            |                            | 417     | 0.17%     | 0                         |  |
| Демократическая партия России                                 |                                                          |                            |                            | 352     | 0.14%     | 0                         |  |
| Недействительные бюллетени                                    | Недействительные бюллетени                               | Недействительные бюллетени | Недействительные бюллетени | 11 150  |           |                           |  |
| Всего голосов:                                                | Всего голосов:                                           | Всего голосов:             | Всего голосов:             |         | 100,00    | 31                        |  |
|                                                               |                                                          |                            |                            |         |           |                           |  |

### Избирательные округа
По одномандатным округам «Единая Россия» получила 26 мандатов, «Справедливая Россия» — 2, КПРФ — 1, «Патриоты России»—1, «Родина» — 1.
| Одномандатный избирательный округ | Депутат                           | Партия              | Число голосов | Процент |
| --------------------------------- | --------------------------------- | ------------------- | ------------- | ------- |
| № 1 (Ненецкий АО)                 | Чупров Матвей Михайлович          | Единая Россия       | 4 743         | 47.27%  |
| № 2                               | Ухин Евгений Вадимович            | Единая Россия       | 3 196         | 57.44%  |
| № 3                               | Моисеев Сергей Вениаминович       | Единая Россия       | 3 446         | 44.89%  |
| № 4                               | Бородин Алексей Николаевич        | Единая Россия       | 2 379         | 32.18%  |
| № 5                               | Заря Виктор Николаевич            | Единая Россия       | 3 567         | 48.68%  |
| № 6                               | Драчева Антонина Андреевна        | Справедливая Россия | 3 453         | 49.30%  |
| № 7                               | Виноградова Надежда Ивановна      | КПРФ                | 1 996         | 32.56%  |
| № 8                               | Белокоровин Эрнест Анатольевич    | Единая Россия       | 3 169         | 46.86%  |
| № 9                               | Попова Валентина Петровна         | Единая Россия       | 3 109         | 43.62%  |
| № 10                              | Воробьёв Олег Валентинович        | Единая Россия       | 2 331         | 28.45%  |
| № 11                              | Меньшаков Александр Александрович | Единая Россия       | 4 288         | 44.44%  |
| № 12                              | Макаров Алексей Юрьевич           | Единая Россия       | 5 129         | 51.70%  |
| № 13                              | Громов Андрей Александрович       | Родина              | 2 754         | 38.25%  |
| № 14                              | Палкин Андрей Васильевич          | Единая Россия       | 7 118         | 68.31%  |
| № 15                              | Палкин Михаил Андреевич           | Единая Россия       | 4 995         | 61.97%  |
| № 16                              | Чесноков Игорь Александрович      | Единая Россия       | 5 837         | 79.52%  |
| № 17                              | Трусов Анатолий Николаевич        | Единая Россия       | 7 873         | 65.23%  |
| № 18                              | Попов Иван Леонидович             | Патриоты России     | 2 627         | 34.57%  |
| № 19                              | Холодов Александр Николаевич      | Единая Россия       | 3 825         | 48.62%  |
| № 20                              | Савкин Александр Николаевич       | Единая Россия       | 2 205         | 34.11%  |
| № 21                              | Эммануилов Сергей Дмитриевич      | Единая Россия       | 4 349         | 39.05%  |
| № 22                              | Попов Андрей Анатольевич          | Справедливая Россия | 2 488         | 36.67%  |
| № 23                              | Сердюк Юрий Иванович              | Единая Россия       | 3 260         | 37.54%  |
| № 24                              | Голышев Михаил Эдуардович         | Единая Россия       | 2 563         | 40.77%  |
| № 25                              | Карташова Римма Николаевна        | Единая Россия       | 2 456         | 45.60%  |
| № 26                              | Казаринов Виктор Евгеньевич       | Единая Россия       | 2 910         | 44.91%  |
| № 27                              | Новоселов Сергей Иванович         | Единая Россия       | 2 463         | 43.03%  |
| № 28                              | Дятлов Александр Владимирович     | Единая Россия       | 4 110         | 76.94%  |
| № 29                              | Кочмарик Николай Мартынович       | Единая Россия       | 5 474         | 64.34%  |
| № 30                              | Пиковской Валерий Николаевич      | Единая Россия       | 4 399         | 39.95%  |
| № 31                              | Мышковский Сергей Александрович   | Единая Россия       | 4 163         | 47.00%  |

### Сводная таблица
| Партия                             | По единому списку | По единому списку | По единому списку | Мандатов по одномандатным округам | Мандатов всего | % от числа избранных депутатов |
| Партия                             | Подано голосов    | Доля голосов      | Мандатов          | Мандатов по одномандатным округам | Мандатов всего | % от числа избранных депутатов |
| «Единая Россия»                    | 102 217           | 40,69 %           | 18                | 25                                | 43             | 69 %                           |
| «КПРФ»                             | 32 357            | 12,88 %           | 5                 | 1                                 | 6              | 10 %                           |
| «ЛДПР»                             | 30 898            | 12,30 %           | 4                 | 0                                 | 4              | 6 %                            |
| «Справедливая Россия»              | 26 275            | 10,46 %           | 3                 | 2                                 | 5              | 8 %                            |
| Заградительный барьер — 7 %        |                   |                   |                   |                                   |                |                                |
| «Родина»                           | 15 534            | 6,18 %            | 1                 | 1                                 | 2              | 3 %                            |
| Барьер утешительного мандата — 5 % |                   |                   |                   |                                   |                |                                |
| «Патриоты России»                  | 3345              | 1,33 %            | 0                 | 1                                 | 1              | 2 %                            |
| самовыдвиженцы                     | -                 | -                 | -                 | 1                                 | 1              | 2 %                            |
| Итого                              | -                 | -                 | 31                | 31                                | 62             | 100 %                          |

Таким образом, численность фракций в Архангельском областном Собрании VI созыва следующая: «Единая Россия» — 44 (18+26), КПРФ – 6 (5+1), ЛДПР – 4 (4+0), «Справедливая Россия» - 5 (3+2), «Родина» - 2 (1+1).